# Volleyligaen 2013/2014 (damer)
Volleyligaen 2013/2014 utspelade sig mellan 20 oktober 2013 och 4 maj 2014. Det var den 52:a upplagan av turneringen och åtta lag från Volleyball Danmarks medlemsföreningar deltog. Brøndby VK vann serien och blev mästare för andra gången genom att besegra Holte IF i finalen. Julie Guldager var främsta poängvinnare med 384 poäng. Hon utsågs även till mest värdefulla spelare.

## Regelverk

### Format
Serien bestod av en grundserie följt av slutspel i cupformat: 
- Grundserie, där alla mötte alla både hemma och borta. De sex första lagen gick vidare till slutspel, där de första två gick direkt till semifinal, medan övriga fyra spelade kvartsfinaler.
- Kvartsfinaler och match om tredjepris spelades i bäst av tre matcher medan semifinalerna och finalen spelades i bäst av fem matcher.
- De två sista lagen samt de lag som förlorade kvartsfinalerna spelade en kvalgruppserie mellan varandra. De två första lagen kom femma och sexa. De två sista lagen i serien mötte vinnarna av de bägge Division 1 grupperna om att stanna kvar i Volleyligaen eller att spela i Division 1.

### Metod för att bestämma tabellplacering
Vid setsiffrorna 3-0 och 3-1 tilldelades det vinnande laget 3 poäng och det förlorande laget 0 poäng, med setsiffrorna 3-2  tilldelades det vinnande laget 2 poäng och det förlorande laget 1 poäng)
Rangordningen bestämdes utifrån (i tur och ordning):
- Poäng
- Antal vunna matcher
- Förhållandet mellan vunna/förlorade set
- Förhållandet mellan vunna/förlorade bollpoäng

## Turneringen

### Grundserien

#### Resultat[2]
| Höstsäsongen |                        |     |                                   |
|              |                        |     |                                   |
| 20-10        | Lyngby-Århus           | 3-0 | 25-16, 25-21, 25-20               |
| 20-10        | Frederiksberg-Odense   | 3-0 | 26-24, 25-23, 25-20               |
| 20-10        | Holte-Gentofte         | 3-0 | 25-18, 25-16, 25-16               |
| 22-10        | Brøndby-Køge           | 3-0 | 25-18, 25-18, 25-20               |
| 26-10        | Gentofte-Lyngby        | 0-3 | 18-25, 16-25, 22-25               |
| 27-10        | Århus-Brøndby          | 0-3 | 19-25, 21-25, 9-25                |
| 27-10        | Køge-Frederiksberg     | 0-3 | 13-25, 18-25, 11-25               |
| 29-10        | Odense-Holte           | 2-3 | 14-25, 25-21, 23-25, 25-16, 6-15  |
| 09-11        | Køge-Lyngby            | 1-3 | 25-21, 15-25, 16-25, 19-25        |
| 09-11        | Gentofte-Frederiksberg | 0-3 | 16-25, 22-25, 20-25               |
| 10-11        | Odense-Brøndby         | 0-3 | 23-25, 18-25, 23-25               |
| 10-11        | Århus-Holte            | 0-3 | 15-25, 20-25, 19-25               |
| 14-11        | Brøndby-Gentofte       | 3-1 | 25-19, 25-16, 23-25, 25-16        |
| 14-11        | Lyngby-Odense          | 0-3 | 11-25, 24-26, 13-25               |
| 14-11        | Holte-Køge             | 3-0 | 25-22, 25-11, 25-18               |
| 19-11        | Brøndby-Frederiksberg  | 3-0 | 25-22, 25-21, 25-21               |
| 23-11        | Gentofte-Århus         | 0-3 | 16-25, 16-25, 15-25               |
| 24-11        | Lyngby-Holte           | 1-3 | 20-25, 25-20, 9-25, 22-25         |
| 24-11        | Køge-Odense            | 0-3 | 11-25, 19-25, 21-25               |
| 26-11        | Holte-Brøndby          | 0-3 | 23-25, 18-25, 21-25               |
| 01-12        | Frederiksberg-Lyngby   | 3-2 | 25-17, 17-25, 16-25, 25-21, 15-10 |
| 01-12        | Århus-Køge             | 3-2 | 22-25, 21-25, 25-17, 25-18, 15-13 |
| 07-12        | Gentofte-Holte         | 1-3 | 25-23, 14-25, 18-25, 19-25        |
| 07-12        | Odense-Frederiksberg   | 3-0 | 25-21, 25-16, 25-22               |
| 07-12        | Århus-Lyngby           | 1-3 | 16-25, 25-18, 14-25, 8-25         |
| 08-12        | Køge-Brøndby           | 0-3 | 17-25, 19-25, 4-25                |
| 14-12        | Køge-Gentofte          | 3-0 | 25-21, 25-16, 25-22               |
| 15-12        | Lyngby-Brøndby         | 3-2 | 29-27, 15-25, 25-23, 13-25, 16-14 |

| Vårsäsongen |                        |     |                                   |
|             |                        |     |                                   |
| 15-12       | Frederiksberg-Holte    | 1-3 | 14-25, 25-19, 14-25, 23-25        |
| 17-12       | Holte-Odense           | 3-0 | 25-13, 25-11, 25-16               |
| 19-12       | Lyngby-Gentofte        | 3-0 | 25-23, 25-21, 25-19               |
| 07-01       | Brøndby-Holte          | 3-2 | 25-23, 25-23, 20-25, 25-27, 15-6  |
| 11-01       | Gentofte-Odense        | 1-3 | 17-25, 23-25, 25-20, 14-25        |
| 11-01       | Køge-Århus             | 3-2 | 25-21, 23-25, 22-25, 25-16, 15-6  |
| 12-01       | Brøndby-Århus          | 3-0 | 25-12, 25-22, 25-19               |
| 15-01       | Frederiksberg-Århus    | 3-2 | 25-14, 25-16, 13-25, 23-25, 20-18 |
| 20-01       | Århus-Odense           | 2-3 | 23-25, 25-23, 22-25, 25-14, 11-15 |
| 24-01       | Århus-Gentofte         | 3-1 | 25-14, 25-20, 22-25, 25-18        |
| 24-01       | Lyngby-Frederiksberg   | 3-1 | 26-24, 21-25, 25-11, 25-22        |
| 25-01       | Brøndby-Odense         | 3-2 | 25-20, 25-27, 21-25, 25-20, 15-12 |
| 26-01       | Lyngby-Køge            | 1-3 | 22-25, 25-17, 20-25, 24-26        |
| 26-01       | Frederiksberg-Gentofte | 3-2 | 25-19, 23-25, 25-14, 24-26, 15-6  |
| 26-01       | Holte-Århus            | 3-0 | 26-24, 25-22, 25-14               |
| 28-01       | Odense-Lyngby          | 3-1 | 25-11, 20-25, 25-19, 25-20        |
| 29-01       | Frederiksberg-Køge     | 3-0 | 25-18, 25-13, 25-22               |
| 01-02       | Gentofte-Brøndby       | 0-3 | 23-25, 10-25, 18-25               |
| 01-02       | Århus-Frederiksberg    | 2-3 | 25-23, 26-24, 18-25, 14-25, 13-15 |
| 02-02       | Odense-Gentofte        | 3-2 | 25-10, 18-25, 26-28, 25-14, 15-6  |
| 04-02       | Gentofte-Køge          | 0-3 | 20-25, 14-25, 23-25               |
| 04-02       | Holte-Frederiksberg    | 3-0 | 31-29, 25-18, 25-19               |
| 08-02       | Brøndby-Lyngby         | 3-0 | 25-17, 25-17, 25-7                |
| 13-02       | Køge-Holte             | 1-3 | 21-25, 25-18, 10-25, 19-25        |
| 14-02       | Odense-Århus           | 3-2 | 27-29, 25-22, 25-20, 25-27, 19-17 |
| 15-02       | Odense-Køge            | 3-0 | 25-22, 31-29, 25-21               |
| 16-02       | Frederiksberg-Brøndby  | 3-2 | 26-24, 25-21, 25-27, 7-25, 15-12  |
| 16-02       | Holte-Lyngby           | 1-3 | 25-22, 22-25, 24-26, 10-25        |

#### Sluttabell[3]
| Pos.. | Lag                  | Pt | M  | V  | F  | SV | SF | Kvot  | PV   | PF   | Kvot  |
| ----- | -------------------- | -- | -- | -- | -- | -- | -- | ----- | ---- | ---- | ----- |
| 1.    | Brøndby VK           | 36 | 14 | 12 | 2  | 40 | 11 | 3.636 | 1217 | 960  | 1.267 |
| 2.    | Holte IF             | 33 | 14 | 11 | 3  | 36 | 15 | 2.400 | 1186 | 1000 | 1.186 |
| 3.    | VK Fortuna Odense    | 26 | 14 | 9  | 5  | 31 | 23 | 1.347 | 1197 | 1127 | 1.062 |
| 4.    | Lyngby Volley        | 24 | 14 | 8  | 6  | 29 | 24 | 1.208 | 1136 | 1123 | 1.011 |
| 5.    | Frederiksberg Volley | 22 | 14 | 9  | 5  | 29 | 25 | 1.160 | 1174 | 1133 | 1.036 |
| 6.    | Aarhus Volleyball    | 13 | 14 | 3  | 11 | 20 | 36 | 0.555 | 1124 | 1242 | 0.905 |
| 7.    | Team Køge Volley     | 12 | 14 | 4  | 10 | 16 | 33 | 0.484 | 966  | 1128 | 0.856 |
| 8.    | Gentofte Volley      | 2  | 14 | 0  | 14 | 8  | 42 | 0.190 | 922  | 1209 | 0.762 |

| Kvalificerade för slutspel | Vidare till kvalgrupp |

### Slutspel

#### Spelschema
|  | Kvartsfinaler | Kvartsfinaler        | Kvartsfinaler        |                      |            | Semifinaler | Semifinaler | Semifinaler |  |  | Final | Final | Final |  |
|  |               |                      |                      |                      |            |             |             |             |  |  |       |       |       |  |
|  |               |                      |                      |                      |            | Brøndby VK  | Brøndby VK  | 3           |  |  |       |       |       |  |
|  |               |                      |                      |                      |            | Brøndby VK  | Brøndby VK  | 3           |  |  |       |       |       |  |
|  |               |                      | Frederiksberg Volley | Frederiksberg Volley | 2          |             |             |             |  |  |       |       |       |  |
|  | 5             | Frederiksberg Volley | Frederiksberg Volley | Frederiksberg Volley | 2          | 3           |             |             |  |  |       |       |       |  |
|  | 5             | Frederiksberg Volley |                      |                      |            |             |             |             |  |  |       |       |       |  |
|  | 4             | Lyngby Volley        | 0                    |                      |            |             |             |             |  |  |       |       |       |  |
|  | 4             | Lyngby Volley        | 0                    |                      | Brøndby VK | Brøndby VK  | 3           |             |  |  |       |       |       |  |
|  |               |                      |                      |                      |            |             |             |             |  |  |       |       |       |  |
|  |               |                      | Holte IF             | Holte IF             | 1          |             |             |             |  |  |       |       |       |  |
|  | 6             | Aarhus Volleyball    | Holte IF             | Holte IF             | 1          | 1           |             |             |  |  |       |       |       |  |
|  | 6             | Aarhus Volleyball    |                      |                      |            |             |             |             |  |  |       |       |       |  |
|  | 3             | VK Fortuna Odense    | 3                    |                      |            |             |             |             |  |  |       |       |       |  |
|  | 3             | VK Fortuna Odense    | 3                    |                      | Holte IF   | Holte IF    | 2           |             |  |  |       |       |       |  |
|  |               |                      |                      |                      | Holte IF   | Holte IF    | 2           |             |  |  |       |       |       |  |
|  |               |                      | VK Fortuna Odense    | VK Fortuna Odense    | 3          |             |             |             |  |  |       |       |       |  |

#### Resultat[4]
| Kvartsfinaler |                      |     |                            |
|               |                      |     |                            |
| 23-02         | Frederiksberg-Lyngby | 3-0 | 25-22, 25-18, 26-24        |
| 22-02         | Århus-Odense         | 1-3 | 14-25, 25-20, 18-25, 19-25 |

| 27-02 | Lyngby-Frederiksberg | 0-3 | 19-25, 17-25, 18-25 |
| 27-02 | Odense-Århus         | 3-0 | 25-14, 25-20, 25-10 |

| Semifinaler |                       |     |                                   |
|             |                       |     |                                   |
| 06-03       | Brøndby-Frederiksberg | 3-2 | 25-22, 23-25, 25-21, 28-30        |
| 08-03       | Holte-Odense          | 2-3 | 18-25, 27-25, 25.23, 23-25, 16-18 |

| 12-03 | Frederiksberg-Brøndby | 1-3 | 17-25, 24-26, 19-25, 18-25 |
| 11-03 | Odense-Holte          | 1-3 | 25-22, 20-25, 18-25, 12-25 |

| 15-03 | Brøndby-Frederiksberg | 3-0 | 25-21, 25-20, 25-20 |
| 16-03 | Holte-Odense          | 3-0 | 25-18, 25-23, 25-18 |

| 18-03 | Odense-Holte | 1-3 | 16-25, 25-22, 19-25, 12-25 |

| Match om tredjepris |                      |     |                            |
|                     |                      |     |                            |
| 26-03               | Frederiksberg-Odense | 0-3 | 20-25, 19-25, 18-25        |
| 03-04               | Odense-Frederiksberg | 3-1 | 25-21, 18-25, 25-22, 25-18 |

| Final |               |     |                                   |
|       |               |     |                                   |
| 25-03 | Brøndby-Holte | 3-1 | 25-13, 25-23, 25-27, 25-21        |
| 01-04 | Holte-Brøndby | 3-2 | 20-25, 25-16, 29-27, 15-25, 15-10 |
| 04-04 | Brøndby-Holte | 3-0 | 25-21, 27-25, 25-12               |
| 08-04 | Holte-Brøndby | 2-3 | 17-25, 28-26, 23-25, 25-21, 6-15  |

### Kvalgrupp

#### Resultat[5]
| Första omgången |               |     |                     |
|                 |               |     |                     |
| 06-03           | Gentofte-Køge | 0-3 | 17-25, 21-25, 20-25 |
| 23-03           | Lyngby-Århus  | 3-0 | 26-24, 25-18, 25-20 |

| Andra omgången |                |     |                            |
|                |                |     |                            |
| 08-03          | Lyngby-Køge    | 3-1 | 25-27, 25-18, 25-17, 25-15 |
| 09-03          | Århus-Gentofte | 3-0 | 25-15, 25-12, 25-15        |

| Tredje omgången |                 |     |                     |
|                 |                 |     |                     |
| 14-03           | Lyngby-Gentofte | 3-0 | 26-24, 25-11, 25-21 |
| 16-03           | Køge-Århus      | 3-0 | 25-21, 25-17, 25-23 |

| Fjärde omgången |                |     |                     |
|                 |                |     |                     |
| 22-03           | Gentofte-Århus | 0-3 | 12-25, 18-25, 20-25 |
| 03-04           | Køge-Lyngby    | 0-3 | 14-25, 6-25, 17-25  |

| Femte omgången |                 |     |                     |
|                |                 |     |                     |
| 05-04          | Gentofte-Lyngby | 0-3 | 11-25, 18-25, 22-25 |
| 06-04          | Århus-Køge      | 3-0 | 25-18, 25-22, 25-18 |

| Sjätte omgången |               |     |                            |
|                 |               |     |                            |
| 10-04           | Køge-Gentofte | 3-0 | 25-17, 25-22, 25-21        |
| 12-04           | Århus-Lyngby  | 1-3 | 27-29, 24-26, 25-23, 17-25 |

#### Sluttabell
| Pos.. | Lag               | Pt | M | V | F | SV | SF | Kvot  | PV  | PF  | Kvot  |
| ----- | ----------------- | -- | - | - | - | -- | -- | ----- | --- | --- | ----- |
| 1.    | Lyngby Volley     | 20 | 6 | 6 | 0 | 18 | 2  | 9.000 | 505 | 376 | 1.343 |
| 2.    | Aarhus Volleyball | 10 | 6 | 3 | 3 | 10 | 9  | 1.111 | 441 | 404 | 1.091 |
| 3.    | Team Køge Volley  | 10 | 6 | 3 | 3 | 10 | 9  | 1.111 | 397 | 429 | 0.925 |
| 4.    | Gentofte Volley   | 0  | 6 | 0 | 6 | 0  | 18 | 0.000 | 317 | 451 | 0.702 |

| Vidare till kval |

### Kval
| Kval  |                  |     |                                  |
|       |                  |     |                                  |
| 03-05 | Randers-Gentofte | 2-3 | 19-25, 25-18, 25-18, 23-25, 8-15 |
| 04-05 | Randers-Gentofte | 0-3 | 19-25, 20-25, 24-26              |

## Slutplaceringar
| Pos | Lag                  |
| --- | -------------------- |
|     | Brøndby VK           |
| 2   | Holte IF             |
| 3   | VK Fortuna Odense    |
| 4   | Frederiksberg Volley |
| 5   | Lyngby Volley        |
| 6   | Aarhus Volleyball    |
| 7   | Team Køge Volley     |
| 8   | Gentofte Volley      |

## Individuella utmärkelser/årets lag[6]
| Utmärkelse                | Spelare                | Lag                  |
| ------------------------- | ---------------------- | -------------------- |
| Passare                   | Caitlin Nyhus          | Holte IF             |
| Vänsterspikrar            | Simone Asque           | Brøndby VK           |
| Vänsterspikrar            | Julie Guldager         | VK Fortuna Odense    |
| Centrar                   | Lærke Mygind Grønfeldt | Holte IF             |
| Centrar                   | Juliane Graff Daugaard | Holte IF             |
| Högerspiker               | Lykke Degner Haley     | Holte IF             |
| Libero                    | Ci Eshel               | Aarhus Volleyball    |
| Tränare                   | Lars Engell            | Frederiksberg Volley |
| Bästa unga danska spelare | Clara Vieira           | Holte IF             |
| Mest värdefulla spelare   | Julie Guldager         | VK Fortuna Odense    |

## Statistik
| Vunna poäng | Vunna poäng     | Vunna poäng | Vunna poäng          |
| Pos.        | Namn            | Poäng       | Lag                  |
| ----------- | --------------- | ----------- | -------------------- |
| 1           | Julie Guldager  | 384         | VK Fortuna Odense    |
| 2           | Liv Magnussen   | 308         | Frederiksberg Volley |
| 3           | Mirjana Đurić   | 307         | Brøndby VK           |
| 4           | Dominique Davis | 302         | Lyngby Volley        |
| 5           | Lykke Haley     | 301         | Holte IF             |
| 6           | Trine Kjelstrup | 279         | Brøndby VK           |
| 7           | Nanna Mølgård   | 241         | Team Køge Volley     |
| 8           | Evelyn Kampen   | 240         | Lyngby Volley        |
| 9           | Simone Asque    | 218         | Brøndby VK           |
| 10          | Tenna Donslund  | 210         | Aarhus Volleyball    |

| Vunna attacker | Vunna attacker  | Vunna attacker | Vunna attacker       |
| Pos.           | Namn            | Poäng          | Lag                  |
| -------------- | --------------- | -------------- | -------------------- |
| 1              | Julie Guldager  | 311            | VK Fortuna Odense    |
| 2              | Dominique Davis | 258            | Lyngby Volley        |
| 3              | Liv Magnussen   | 249            | Frederiksberg Volley |
| 4              | Lykke Haley     | 241            | Holte IF             |
| 5              | Mirjana Đurić   | 225            | Brøndby VK           |
| 5              | Trine Kjelstrup | 225            | Brøndby VK           |
| 7              | Evelyn Kampen   | 203            | Lyngby Volley        |
| 8              | Simone Asque    | 188            | Brøndby VK           |
| 9              | Nanna Mølgård   | 184            | Team Køge Volley     |
| 10             | Amalie Owie     | 171            | Gentofte Volley      |

| Vunna block | Vunna block       | Vunna block | Vunna block          |
| Pos.        | Namn              | Poäng       | Lag                  |
| ----------- | ----------------- | ----------- | -------------------- |
| 1           | Lea Meilstrup     | 55          | VK Fortuna Odense    |
| 2           | Lærke Grønfeldt   | 54          | Holte IF             |
| 3           | Maria Tyndeskov   | 51          | Aarhus Volleyball    |
| 4           | Michelle Osunbor  | 50          | Brøndby VK           |
| 5           | Pernille Navntoft | 42          | Lyngby Volley        |
| 6           | Juliane Daugaard  | 40          | Holte IF             |
| 7           | Line Rasmussen    | 39          | Frederiksberg Volley |
| 8           | Lykke Haley       | 36          | Holte IF             |
| 8           | Trine Rask        | 36          | Aarhus Volleyball    |
| 10          | Mette Breuning    | 34          | VK Fortuna Odense    |

| Serveess | Serveess             | Serveess | Serveess             |
| Pos.     | Namn                 | Poäng    | Lag                  |
| -------- | -------------------- | -------- | -------------------- |
| 1        | Mirjana Đurić        | 61       | Brøndby VK           |
| 2        | Julie Guldager       | 43       | VK Fortuna Odense    |
| 3        | Melicjana Salispahic | 42       | VK Fortuna Odense    |
| 4        | Stine Christiansen   | 41       | Frederiksberg Volley |
| 4        | Mette Breuning       | 41       | VK Fortuna Odense    |
| 6        | Liv Magnussen        | 40       | Frederiksberg Volley |
| 6        | Line Rasmussen       | 40       | Frederiksberg Volley |
| 8        | Nanna Mølgård        | 39       | Team Køge Volley     |
| 8        | Trine Kjelstrup      | 39       | Brøndby VK           |
| 10       | Dominique Davis      | 34       | Lyngby Volley        |
| 10       | Alex Woolsey         | 34       | VK Fortuna Odense    |